# Fビレッジ (地名)
Fビレッジ（エフビレッジ）は、北海道北広島市にある町名。郵便番号は061-1116。北海道ボールパークFビレッジがあり、プロ野球球団の北海道日本ハムファイターズの本拠地であるエスコンフィールドHOKKAIDOが所在する。

## 歴史

### 町名の由来
町域にエスコンフィールドHOKKAIDOを核とする北海道ボールパークFビレッジが存在することから。

### 沿革
- 2023年（令和5年）1月1日 - 北広島市が1989年（平成元年）から行っている新町名設定の事業により共栄の一部から新設。同年3月14日に町内にエスコンフィールドHOKKAIDOが完成[2][4]。
- 同年 - 北海道医療大学の新キャンパス建築を発表。完成は2028年度予定。

## 小中学校の学区
市立小・中学校に通う場合、学区は以下の通りとなる。
| 番地 | 小学校                 | 中学校               |
| ---- | ---------------------- | -------------------- |
| 全域 | 北広島市立北の台小学校 | 北広島市立東部中学校 |

## 世帯数と人口
2024年（令和6年）4月末現在の世帯数と人口は以下の通り。
| 町名      | 世帯数 | 男性人口 | 女性人口 | 総人口 |
| --------- | ------ | -------- | -------- | ------ |
| Fビレッジ | 42世帯 | 38人     | 29人     | 67人   |

## 交通
鉄道は徒歩約20分の距離にあるJR北海道千歳線北広島駅が最寄り。2028年（令和10年）開業予定の北海道ボールパーク駅が設置されれば、こちらが最寄りになる。